# Ambopteryx longibrachium
Ambopteryx longibrachium var en art eller klad av Scansoriopterygidae, som levde i det som är idag Liaoning, en provins i Kina.
Ambopteryx longibrachium hade, likt Yi qi (en annan medlemm av Scansoriopterygidae), vingar av flyghud, vilket hölls av ett extra ben mellan handen och underarmen, vilket var långt och smalt.

## Prov och fyndplats
Ambopteryx longibrachium är känd från ett fossilt prov, alltså ett holotyp, vilket upptäcktes i den geologiska formationen Haifanggou Formation i Liaoning.
Det fossila provet är hos samlingarna i det kinesiska museet Insitute of vertebrae Paleontology and Paleoantropology i Peking.
Där är provet katalogiserat som IVPP V24192.

## Mått
Ambopteryx longibrachium har beräknas att ha varit, utifrån fossila provet IVPP V24192, 32 centimeter lång och 306 gram tung.